# Deserto di Yp
Il deserto di Yp è un'ecoregione arida che si estende nel territorio della Contea di Owyhee, nell'Idaho, e della Contea di Elko, nel Nevada, nella parte nordoccidentale degli Stati Uniti d'America.

## Caratteristiche
Il deserto di Yp si trova al margine orientale del deserto di Owyhee ed è sede dell'area protetta South Fork Owyhee River Recreation Area. Il perimetro orientale del deserto è delimitato da altre riserve, la Hat Peak e la Duck Valley Indian Reservation, oltre al piccolo bacino artificiale della Josephine Reservoir. 